# Hungría en los Juegos Olímpicos de Turín 2006
Hungría estuvo representada en los Juegos Olímpicos de Turín 2006 por un total de 19 deportistas que compitieron en 6 deportes.  
La portadora de la bandera en la ceremonia de apertura fue la patinadora de velocidad en pista corta Rózsa Darázs. El equipo olímpico húngaro no obtuvo ninguna medalla en estos Juegos.